# Лопушник (Сърбия)
Лопушник е село, разположено в община Петровац на Млава в Браничевски окръг, Сърбия.

## Повърхност
Площта му е 7451 квадратни километра.

## Демография
През 2011 г. населението е било 396 жители. При преброяването от 2022 г. то е 327 души. с гъстота на населението 43,89 жители на квадратен километър.